# Коноплянівка
Конопля́нівка (до 1952 року хутір Коноплянка) — село в Україні, у Білокуракинській селищній громаді Сватівського району Луганської області.
Площа села 784,7 га. Селом тече річка Борова, ліва притока Сіверського Дінця.

## Історія
На околиці села Коноплянівка є кургани епохи міді — бронзи (III — початок I тисячоліття до н. е.).
Хутір Коноплянка заснований на початку XVIII століття вихідцями із російських губерній (дані різняться).
Перші майбутні коноплянівці прибули із Воронезької губернії і поселились спочатку в селі Дем'янівка. Старожили називають і конкретний населений пункт, звідки вони сюди прибули — Гредякіно (нині Бєлгородська область РФ). Хоча за свідоцтвом старожилів пізніше сюди прибували вихідці із центральних губерній Росії, зокрема Костромської. Саме вихідці із Костроми і вважаються засновниками Коноплянівки, причому не селянського, а міщанського стану. Не виключено, що шляхом проходження до них приєднувались люди із інших губерній, у тому числі Володимирської і Орловської.
Можна припустити, що проїжджаючи по Валуйському шляху в сторону Старобільська вони зустріли людей, які вже тут влаштувались, які і порадили їм зупинитись у мальовничій кураківській вотчині — Дем'янівці.
Оселившись спочатку в Дем'янівці, перші конопляни прожили в ній понад 10 років. Висловлюється і більш конкретний час перебування тут нових поселенців — до 1813 року. Звичайно, називаючи дати переселення, слід мати на увазі слабку мобільність цих людей, недостатню можливість до швидких переїздів. В пошуках кращої долі, вони їхали на підводах, запряженими волами, кіньми, навантаженими домашнім скарбом, сільськогосподарським інвентарем, їхали сім'ями з дітьми. До підвод були прив'язані корови, домашня худоба.
За роки перебування в Дем'янівці у нових поселенців була можливість взнати умови життя тутешніх селян та їх звичаї, зважити плюси та мінуси свого нового місця проживання. Врешті-решт було вирішено перебратися в інше привабливе місце — вниз по річці Боровій у двох-трьох кілометрах від Дем'янівки. Основним мотивом, скоріш за все, слугувало бажання мати більше свободи, заради якої вони і зробили такий великий шлях.
В перші роки інтенсивного заселення південних земель Російської імперії освоєння їх відбувалось шляхом займанщини: сподобалась земля — займай. Майбутні конопляни взяли собі землі у верхів'ях Борової найвірогідніше шляхом займанщини, тим більше, що великих перешкод їм ніхто не чинив.
На той час в заплаві річки Борової, де і оселились перші переселенці, рясно росла конопля, яка і дала назву селу — Коноплянівка.
Хоча питання про перших поселенців Коноплянівки і посьогодні є предметом дискусій. Але за розповідями старожилів першими до села Дем'янівка, які потім переселились до Коноплянівки, були 10 (за іншими даними 16) сімей: Бикови, Пенькови, Степанови, Коровіни, Кудрявцеви, Шипілови, Сухіни, Бабічеви, Широкі, Чертовські, Масловські, Шавернєви, Тюльпи, Мурашкіни, Костянікови, Сальникови.
Враховуючи обставини, не можна категорично запевняти, що всі прибули одночасно. Але і сьогодні ці прізвища є найбільш розповсюдженими в селі Коноплянівка.
Центр села із самого початку визначився на розвилці Борової. З боку Дем'янівки по низині до Коноплянівки примикає Бесединов яр. Від нього, рухаючись до центру, поступово осідали перші поселенці, які прибували із Дем'янівки.
Під час Голодомору 1932—1933 років за архівними даними на хуторі загинуло 209 осіб.
У 1952 році надано статус села.

## Населення
Населення становить 287 осіб, 112 дворів.
1885 року на колишньому державному хуторі Олексіївської волості Старобільського повіту мешкало 530 осіб, було 78 дворових господарств.

## Вулиці
У селі існують такі вулиці: Вербна, Підгірна, Пролетарська, Степна, Шипілова Миколи, Щорса.

## Економіка
На розпайованих землях веде господарство СТОВ МТС Альянс під керівництвом Писаренка Віктора Григоровича, близько 240 працюючих. Вирощування зернових та технічних культур, виготовлення м'яса, суміші для годівлі тварин, молоко, соняшникової олії.

## Транспорт
Село розташоване за 13 км від районного центру і за 18 км від залізничної станції Білокуракине на лінії Валуйки — Кіндрашівська-Нова. Щоденно курсує автобус за маршрутом Коноплянівка — Луганськ, і двічі на тиждень за маршрутом Коноплянівка — Білокуракине.

## Культура
Станом на 2013 рік в Коноплянівській неповній загальноосвітній школі навчається 12 учнів в 5 класах, створено профільний математичний клас, кількість персоналу становить 6 чоловік, директор Бикова Олена Вікторівна.

## Пам'ятники
Наприкінці 80-х років 20 століття споруджено пам'ятник загиблим у Великій Вітчизняній війні воїнам-односельчанам. Восени 2009 року урочисто відкрито пам'ятний знак жертвам Голодомору 1932—1933 років.

## Церква
Дерев'яна церква була збудована у 1903 році на кошти прихожан за проектом архітектора В. Х. Немкіна. До сьогодні не збереглась.

## Цікаві місця
Поблизу села на корінному схилі річки Борової на площі 6 га в 1995 році утворено ботанічну пам'ятку природи «Велика долина».